# 甲斐田ゆき
甲斐田 ゆき（かいだ ゆき、11月30日 - ）は、日本の女性声優。東京都出身。フリー。

## 略歴
幼少期は、かわいげのない子供だったようであり、兄には人懐っこいが、女子のほうが愛想がなく母は心配していたという。小学2年生の時に担任の教師にお願いをして、授業を潰して友人と2人で15分くらいの即興劇をしていた。人前で演じることは好きで、小学校のお楽しみ会、学芸会で張り切っていた。小学生の頃は「童話作家になりたい」と考えており、本を読むことが好きで、想像の世界が好きな少し暗めの危なめの子供だったとのこと。小学校の卒業文集の将来の夢の欄には、「童話作家」と書いてあったという。
中学校は演劇部がなく必修クラブで演劇クラブに入部し、クラブ長をしていた。その頃に職業としての声優があることを知り、友人とラジオドラマのまねごとをしたりもしていた。中学時代はバドミントン部、高校時代は演劇部、1学期のみラグビー部のマネージャーをしていた。同時期に劇団のオーディションを受けていたが、不合格になったという。
高校生くらいに「お芝居が好きなんだな」と自覚していたという。その頃から情報を集め、無料の興行、研究生公演を探し、お小遣いをやりくりし、劇場へ足を運んでいたという。
進路を演劇関連に絞ることを決めて、演劇学科のある大学に進学しようと考えていた。しかし選択肢が少なく「大阪芸術大学を受験したい」と言っていたところ両親から「日本にいるなら東京の自宅から通える大学にしなさい」と言われて断念。
海外の大学はほとんど演劇学部があることから海外なら良いということ、母から大学に進学したら「1年留学をするように」と言われていたこともあり、放課後に留学関連の機関に通い、東京都立新宿高等学校卒業後、アメリカ合衆国の大学に留学し、演劇を学ぶ。母も若い頃に海外で生活していたため、特に特別なことではなかったようだったという。大学卒業の際、そのままアメリカに残りそうであり、母がアメリカまで連れ戻しに来ていた。芝居をしていることには反対していたが、出演していた舞台は観に来てくれたという。全10回公演があったら、母3回、兄6回と来てもらっていたという。
兄は、甲斐田が書いていた脚本の芝居を友人を連れて観に来てくれて、感動して泣いてしまったが、友人は「泣いていなかった」と文句を言っていたという。
帰国後は日本の演劇業界については右も左もわからない状態だったため、雑誌に掲載されていたオーディションに応募する日々を送っていた。「お芝居だけではごはんは食べられそうもないな」と早い段階で気づき、文句なしの才能があった訳ではなかったことから抜群の歌唱力、絶対的な美貌、美声、超絶ダンステクニックもなく役者は断念し、「一般企業に就職すべきかも」と考えてた時期があったという。
採用試験を受けていたが、重役面接で落選。企業の不採用の連絡を受けていたその日に、以前、オーディションを受けていた舞台のプロデューサーから「夏休みに子供ミュージカルをやるんだけど出演しませんか？」という電話をもらい、アンサンブルの1人として舞台に立つ。
英語を話す舞台に出演した時にラジオCMのディレクターから誘われて声の仕事を始める。当時バイリンガルが少なかったためか、開局間もなかったJ-WAVEでの番組もすぐに決まったという。J-WAVEの番組の放送後、それが経歴になり、次々に仕事がまわってくるようになった。半年後にはナレーションで食べていかれるようになっていったという。ナレーションの仕事があると知っていたら、早く目指していたという。「こんなに楽しいことしてお金もらっていいのかな」と思うくらい楽しく、読むだけで高揚するようなセンスのいい文章を書く人物と仕事ができたことも恵まれていたと語る。初めてのアニメ出演は、1993年に発売された学習研究社制作の英語教材ビデオのアニメ『サザンウィンド』のヒミコ。
以前はトリトリオフィスに所属していた。

## 人物
ナレーションだけをしていた頃に1998年、ゲーム『スターオーシャン セカンドストーリー』の女性役のセリーヌ役、男の子役のレオン役を演じる。当時はあまりにも気楽に収録に行っていたところ「今のセリフはちょっと女の子っぽいですね」など、ディレクションをくれても、正直キョトンとしてしまった。その時は男の子役という認識もビジョンもなかったという。
ターニング・ポイントとなった作品は『HUNTER×HUNTER』である。このことを、事の重大さもわからず、たりないことだらけだったが、声優として育ててもらった現場とも言えるかもしれないという。同時に、それまで想像していたこともなく、色々な経験させてもらったという。もちろん『テニスの王子様』もであり、男の子役は相当面白く、声優ならではの体験ができて純粋にうれしかったという。
仕事をくれた時にトレーニングしても間に合わないため、20代半ば以降、仕事をするようになってからアンテナを立てることを意識するようになった。監督、その作品自体が求めている空気、言葉ではなく感覚として感じているアンテナは「必要だな」と語る。
生年は未公表だが、置鮎龍太郎より年上であることは公表している。また、竹内順子より年上で郷田ほづみより年下である。
自身がパーソナリティを務める『少年陰陽師・彼方に放つ声をきけ〜略して孫ラジ』では、「ニッキー」（ユッキーとかけて、ニはニックネームのニ）や「かゆき」（女優の「小雪」と自分の名前をかけて）という愛称が生まれた。

### 交友関係
皆川純子、竹内順子と共にユニット「AZU」を結成。2006年から2007年12月30日まで、『AZUのラジオ』というラジオ番組を放送していた。声優界でもっとも仲の良い2人だという。
高橋広樹とは『HUNTER×HUNTER』以来アニメの共演も多く、『高田広ゆきラヂヲシティホール』『高田広ゆきケータイシティホール』と合わせて6年3ヶ月あまりパーソナリティーを務めた。2013年2月15日〜3月1日更新の『ヘタリアWEBラジオ 第2期〜ヘタリアThe Beautiful World〜』で久しぶりに一緒にパーソナリティーをやることになり、高田でも一緒だった放送作家の田原弘毅とディレクターの佐藤太と共に4人で撮った写真をツイッターに載せていた。

## 出演
太字はメインキャラクター。

### テレビアニメ
1997年
- キューティーハニーF（ホワイトパンサー）

1998年
- さくらももこ劇場 コジコジ（1998年 - 1999年、ヒミコ、ペロちゃんの母、コロ助の母、ウォッチ、ナース）

1999年
- おジャ魔女どれみ（谷山将太の母）
- コレクター・ユイ（1999年 - 2000年、阿部、フィーナ、瞬の母、村のおばさん、侍従、太陽）
- セラフィムコール（三条ルル）
- 週刊ストーリーランド（1999年 - 2000年、スチュワーデス、葉子、智子）
- 人形草紙あやつり左近（香川由紀）
- 花さか天使テンテンくん（山吹委員長、茜田の母）
- 仙界伝 封神演義（容）
- HUNTER×HUNTER（第1作）（1999年 - 2001年、 クラピカ、ガイド、フミ）
- 未来少年コナンII タイガアドベンチャー（マリーナ）
- 名探偵コナン（1999年 - 2021年、友里百合子、赤井秀吉〈17年前〉）

2000年
- ドキドキ♡伝説 魔法陣グルグル（ククリのママ、女性の声）
- ハムスター倶楽部（しげっち、ママ）
- ファーブル先生は名探偵（婦人2）
- アニメまんざい（2000年 - 2001年、岩井、寺崎幸男）
- メダロット魂（イチノクラ）

2001年
- テニスの王子様（2001年 - 2024年、不二周助、不二由美子、大石が助けた妊婦） - 4シリーズ
- 電脳冒険記ウェブダイバー（倉知ショウ、カロン、浅羽ミドリ）
- Dr.リンにきいてみて!（シンシア）
- 花右京メイド隊（2001年 - 2004年、花右京太郎） - 2シリーズ
- パワーパフガールズ（マイク、ファムファタル）

2002年
- デジモンフロンティア（ゴマモン）
- 爆闘宣言ダイガンダー（リューグ）
- 爆転シュート ベイブレード2002（オズマ / ミスターX、キョウジュの母）

2003年
- 明日のナージャ（クリーム、T.J、ミレーユ・モロー、アランの友人、貴婦人、ガールフレンド、秘書）
- 金色のガッシュベル!!（エシュロス）
- .hack//黄昏の腕輪伝説（凰花）
- ふたつのスピカ（鈴木秋）
- ぽぽたん（大地〈少年時代〉）

2004年
- それいけ!ズッコケ三人組（奥田時子、長嶋の母、おたか、茜の母）
- ファンタジックチルドレン（ゲルタ・ホークスビー、かあちゃん）
- 陸奥圓明流外伝 修羅の刻（雪姫）
- 勇午 〜交渉人〜（真理子）

2005年
- かみちゅ!（西村受）
- ジパング（芸者、おかみ）
- シュガシュガルーン（篠原先輩）
- 涼風（藤川綾乃）
- 絶対少年（真壁正樹）
- パタリロ西遊記!（パタリロ〈孫悟空〉）

2006年
- いぬかみっ!（川平薫）
- しにがみのバラッド。（浅野水月）
- シュヴァリエ 〜Le Chevalier D'Eon〜（マリー）
- 少年陰陽師（安倍昌浩）
- 009-1（ビリー）
- ドラえもん（テレビ朝日版第2期）（2006年 - 2021年、スネツグ、マイクロボ）
- ふたりはプリキュア Splash Star（友也の母、星野静江）
- ロックマンエグゼBEAST（ダーク・キリサキ）
- ワンワンセレプー それゆけ!徹之進（進）

2007年
- ウエルベールの物語 〜Sisters of Wellber〜（ジャミル・カエラ）
- かみちゃまかりん（烏丸霧火）
- 機神大戦ギガンティック・フォーミュラ（ミハイル・シュミット）
- げんしけん2（アンジェラ・バートン）
- 彩雲国物語 第2シリーズ（リオウ）
- セイント・ビースト〜光陰叙事詩天使譚〜（副神官長カサンドラ）
- 出ましたっ!パワパフガールズZ（タク）
- 流星のロックマン（2007年 - 2008年、双葉ツカサ） - 2シリーズ

2008年
- ウエルベールの物語 〜Sisters of Wellber〜 第二幕（ジャミル・カエラ）
- 狂乱家族日記（ドリンダ）
- セキレイ（焔 / 篝）
- 破天荒遊戯（村長の息子）
- ポルフィの長い旅（ポルフィ）

2009年
- うみねこのなく頃に（ガァプ）
- 青い文学シリーズ「桜の森の満開の下」（女房E、老婆）
- VIPER'S CREED（テレジア）
- クイーンズブレイド シリーズ（エキドナ、賭博屋） - 2シリーズ
- 獣の奏者 エリン（ユアン）
- ジュエルペット（2009年 - 2015年、ペリドット、アイマージョ、紅玉小百合、七瀬晃、桜万里絵、オババ、ジル・コニア先生、ひなたママ、あやめのママ 他） - 7シリーズ
- ドルアーガの塔 〜the Sword of URUK〜（幼少ギルガメス）

2010年
- イナズマイレブン（2010年 - 2011年、ロココ・ウルパ、セイン）
- スーパーロボット大戦OG -ジ・インスペクター-（ウェンドロ）
- セキレイ〜Pure Engagement〜（焔 / 篝）
- みつどもえ（2010年 - 2011年、ガチイエロー） - 2シリーズ
- Starry☆Sky（土萌羊〈子供時代〉）

2012年
- イナズマイレブンGO（ロココ・ウルパ）
- イナズマイレブンGO クロノ・ストーン（ロココ・ウルパ）
- クロスファイト ビーダマン（2012年 - 2013年、渡ダイキ） - 2シリーズ
- ZETMAN（天城高雅〈子供時代〉）

2013年
- 義風堂々!! 兼続と慶次（清音尼）
- 獣旋バトル モンスーノ（ダーシャ）
- 八犬伝―東方八犬異聞― 第二期（成村章彦）

2014年
- アルドノア・ゼロ（フェミーアン） - 2025年に総集編『アルドノア・ゼロ（Re+）』劇場上映
- 黒子のバスケ（アレクサンドラ＝ガルシア）
- 僕らはみんな河合荘（篠原タエ）
- メカクシティアクターズ（木戸つぼみの姉、鹿野修哉〈幼少期〉）
- ヤマノススメ シリーズ（2014年 - 2022年、ジェニファー / 外国人女性） - 2シリーズ

2015年
- Go!プリンセスプリキュア（ロック、クロロ）

2016年
- 蒼の彼方のフォーリズム（黒渕霞）
- 銀魂 シリーズ（2016年 - 2017年、桂小太郎〈少年時代〉） - 2シリーズ
- 装神少女まとい（皇しおり）
- ONE PIECE（デザイア）

2017年
- ベイブレードバースト ゴッド（ボア・アルカセル）
- 異世界はスマートフォンとともに。（2017年 - 2023年、琥珀） - 2シリーズ

2020年
- はてな☆イリュージョン（富野沢登美子）
- THE GOD OF HIGH SCHOOL ゴッド・オブ・ハイスクール（審判員O、ジェガルの母）
- デュエル・マスターズ キング（ラジアータ松）

2022年
- 史上最強の大魔王、村人Aに転生する（リディア・ビギンズゲート）
- アークナイツ（2022年 - 2025年、ドクター） - 3シリーズ
- ポプテピピック TVアニメーション作品第二シリーズ（ピピ美〈第5話Aパート〉）

### 劇場アニメ
1999年
- MARCO 母をたずねて三千里（母親A）

2005年
- 劇場版 テニスの王子様 二人のサムライ The First Game（不二周助、パーティに参加する女性）
- 劇場版 テニスの王子様 跡部からの贈り物 君に捧げるテニプリ祭り（不二周助、不二由美子）

2007年
- いぬかみっ! THE MOVIE 特命霊的捜査官・仮名史郎っ!（川平薫）
- オシャレ魔女♥ラブandベリー しあわせのまほう（ショウ）

2010年
- 銀幕ヘタリア Axis Powers Paint it, White（白くぬれ!）（中国）

2011年
- 劇場版 テニスの王子様 英国式庭球城決戦!（不二周助）

2012年
- ジュエルペット スウィーツダンスプリンセス（ペリドット）

2014年
- イナズマイレブン 超次元ドリームマッチ（ロココ・ウルパ）
- 名探偵コナン 異次元の狙撃手（フロント女性）

2016年
- 映画ドラえもん 新・のび太の日本誕生（ドラコ）

2017年
- 劇場版 黒子のバスケ LAST GAME（アレクサンドラ・ガルシア）

### OVA
1993年
- Southern Wind（ヒミコ）※デビュー作

2001年
- るろうに剣心 -明治剣客浪漫譚- 星霜編（緋村剣路）

2002年
- HUNTER×HUNTER（クラピカ）

2003年
- HUNTER×HUNTER GREED ISLAND （クラピカ）

2004年
- カタカナ カンタン!（チビット）
- HUNTER×HUNTER G・I Final（クラピカ、大天使）

2006年
- セイント・ビースト〜幾千の昼と夜 編〜（副神官長カサンドラ）
- テニスの王子様 Original Video Animation 全国大会篇（不二周助）

2008年
- 異国色恋浪漫譚（近江薰〈2代目〉）

2010年
- クイーンズブレイド 美しき闘士たち（エキドナ）

2012年
- 「フルーツバスケット」音声入りまんがDVD〜旅立ちの日、再び〜（倉伎真知）※『花とゆめ』24号-2013年1号 『ザ花とゆめ』2月1日号 応募者全員サービス

2014年
- 新テニスの王子様 OVA vs Genius10（不二周助）

### Webアニメ
- ヘタリアシリーズ（2009年 - 2021年、中国[42][43]、ナレーション、中国猫、台湾、本 他） - 7シリーズ
- Starry☆Sky（2010年、土萌羊〈幼少期〉）
- ホイッスル!（ボイスリメイク版）（2016年、将の母）
- モンスターストライク マーメイド・ラプソディ（2016年、ジェンセン中尉）

### ゲーム
時期不明
- テニスの王子様シリーズ（不二周助）

1997年
- VIRUS（SCOW）
- 黒の断章（咲水遥）
- クーロンズゲート（紅頭2号）

1998年
- スターオーシャン セカンドストーリー（セリーヌ・ジュレス、レオン・D・S・ゲーステ）

1999年
- ギャルズパニックS2（ジェニファー松崎、数見麗子）
- パニックストリート

2002年
- ファーランドシンフォニー（サイア）

2003年
- キノの旅 -the Beautiful World-（朗読）
- 式神の城II（堀口ゆかり）

2004年
- 金色のガッシュベル!! 激闘!最強の魔物達（エシュロス）
- スーパーロボット大戦GC（月城飛鳥）

2005年
- アラビアンクリスタル - 作中アナウンス音声 ※アーケードゲーム
- 武蔵伝II ブレイドマスター（ムサシ）

2006年
- いぬかみっ! feat.Animation（川平薫）
- デジモンセイバーズ アナザーミッション（リリスモン）
- スーパーロボット大戦XO（月城飛鳥）

2007年
- くるくる◇プリンセス 〜夢のホワイト・カルテット〜（レア・W・ミシマ）
- 少年陰陽師 翼よいま天（そら）へ還れ（安倍昌浩）
- スーパーロボット大戦OG ORIGINAL GENERATIONS（ウェンドロ）

2008年
- pop'n music 16 PARTY♪（システムボイス）※アーケードゲーム

2009年
- セキレイ 〜未来からのおくりもの〜（篝）
- テイルズ オブ グレイセス（アスベル・ラント〈少年期〉）
- ナデプロ!! 〜キサマも声優やってみろ!〜（甲斐由直、咲坂こばと）
- スーパーロボット大戦NEO（月城飛鳥）

2010年
- イナズマイレブン3 世界への挑戦!! スパーク/ボンバー（ロココ・ウルパ）
- うみねこのなく頃に 〜魔女と推理の輪舞曲〜（ガァプ）
- ゼノブレイド（リキ、ヴァネア）
- .hack//Link（トキ★ランディ、凰火）
- プロジェクトケルベルス（安藤文弥、野島詠美）

2011年
- イナズマイレブン ストライカーズ（2011年 - 2012年、ロココ・ウルパ、セイン） - 3作品
- うみねこのなく頃に散 〜真実と幻想の夜想曲〜（ガァプ）
- うみねこのなく頃にPortable2（ガァプ）
- 学園ヘタリア Portable（中国）
- 籠の中のアリシス（ヴィヴィ）
- ガチトラ! 〜暴れん坊教師 in High School〜（御法川ミドリ）
- クイーンズゲイト スパイラルカオス（エキドナ）

2012年
- 学園ヘタリア DS（中国）
- デジモンワールド リ:デジタイズ（久我ユウヤ）
- るろうに剣心 -明治剣客浪漫譚- 完醒（緋村剣路）

2013年
- スーパーロボット大戦Operation Extend（月城飛鳥）
- デジモンワールド リ:デジタイズ デコード（久我ユウヤ）

2014年
- 神様のカレイドスコープ（茨木）
- 黒子のバスケ 勝利へのキセキ（アレクサンドラ＝ガルシア）
- 大乱闘スマッシュブラザーズ for Nintendo 3DS / Wii U（リキ）

2015年
- 黒子のバスケ 未来へのキズナ（アレクサンドラ＝ガルシア）
- Goes!（黒音）
- スーパーロボット大戦BX（月城飛鳥）
- 英雄伝説 空の軌跡 FC Evolution（カノーネ）

2016年
- 蒼の彼方のフォーリズム（黒渕霞）
- グランブルーファンタジー（2016年 - 2024年、バルルガン）
- ドラえもん 新・のび太の日本誕生（ドラコ）

2017年
- ベイブレードバースト ゴッド（ボア・アルカセル）

2018年
- 銀魂乱舞（桂小太郎〈少年〉）
- デスティニーチャイルド（ルイン）
- ベイブレードバースト バトルゼロ（ボア・アルカセル）
- ゼノブレイド2（リキ）
- 大乱闘スマッシュブラザーズ SPECIAL（リキ）
- スターオーシャン:アナムネシス（セリーヌ・ジュレス、レオン・D・S・ゲーステ）

2019年
- ドラガリアロスト（マリシテン）
- クイーンズブレイド WHITE TRIANGLE（エキドナ）

2020年
- ポケモンマスターズ（メリッサ）
- アナザーエデン（クラルテ）
- ゼノブレイド ディフィニティブ・エディション（リキ、ヴァネア）
- スーパーロボット大戦DD（フェミーアン）

2021年
- うみねこのなく頃に咲 〜猫箱と夢想の交響曲〜（ガァプ）

2022年
- 共闘ことばRPG コトダマン（桂小太郎〈松下村塾〉）
- ぷよぷよ!!クエスト（不二周助）

2023年
- STAR OCEAN THE SECOND STORY R（セリーヌ・ジュレス、レオン・D・S・ゲーステ）

2024年
- 金色のガッシュベル!! 永遠の絆の仲間たち（エシュロス）
- 悪魔王子と操り人形（クロード）

### 吹き替え
- エアポート・アドベンチャー クリスマス大作戦（チャーリー・ゴシキワヒ〈タイラー・ジェームズ・ウィリアムズ〉）
- エリアス ちいさなレスキューせん（センチメンタル、リトル・ブリンキー）
- サンキュー・スモーキング（ジョーイ〈キャメロン・ブライト〉）
- BIOHAZARD デス・プラント（ジェイド）
- メイド・イン・マンハッタン（タイ）
- ROCK YOU!（鍛冶屋ケイト〈ローラ・フレイザー〉）

### ラジオ
- AZUのラジオ
- かかずゆみの超輝け!大和魂!!（第162回、第297回ゲスト）
- ナデプロ!! スペシャルWebラジオ　※不定期
- 佐藤利奈のあの空で逢いましょう♪F（第149回、第150回ゲスト）
- 少年陰陽師・彼方に放つ声をきけ〜略して孫ラジ
- 少年陰陽師・陰陽寮 電脳部 放送局〜略して孫ラジ
- 少年陰陽師・彼方に消えた声もきけ〜略してウラ孫（モバイル配信）
- セイント・ビースト ケダモノたちのHEAVEN'S PARTYスプラッシュ（第41回ゲスト）
- セイント・ビースト ケダモノたちのHEAVEN'S PARTYすぱーく ※不定期
- セキレイらじお〜Pure Engagement〜（第8回ゲスト[61]）
- 高田広ゆきラヂヲシティホール（2007年3月で一旦休業）
- 高田広ゆきケータイシティホール（携帯コンテンツ：声優Vstation / 2009年7月終了）
- テニスの王子様 オン・ザ・レイディオ ※不定期
- 寺島・鈴木のちょっとこいや♥（第42回、第43回ゲスト）
- PASH!でDASH! 月曜まで60分
- ヘタリアWEBラジオ 〜ヘタリラ〜（第5回フランス編1ゲスト・第6回中国編1パーソナリティ）※不定期更新
- ヘタリアWEBラジオ 第2期〜ヘタリラThe Beautiful World〜（第1回日本編その1ゲスト・第2回中国編その1パーソナリティ）隔週更新（担当は交代制、変則）
- 妖玄坂不動さん 大門支部（超!アニメロ / 2008年2月13日終了）
- 渡辺貞夫のナイトリー・ユアーズ

### デジタルコミック
- VOMIC「放課後の王子様」（2011年、不二周助[62]）
- 「フルーツバスケット」音声入りまんがDVD〜旅立ちの日、再び〜（2012年、倉伎真知） - 『花とゆめ』24号応募者全員サービス

### CD

#### ドラマCD
1997年
- ちょー美女と野獣（ダイヤモンド）

1999年
- スターオーシャン セカンドストーリーシリーズ（セリーヌ・ジュレス、レオン・D・S・ゲーステ）

2000年
- HUNTER×HUNTER キャラクターIN CDシリーズ Vol.4 （クラピカ）

2001年
- ディアマイン（倉田三津子）

2002年
- 王様な猫（女性）
- ハンター×ハンター キャラクタードラマCD Vol.2 クラピカ（クラピカ）
- 僕の銀狐（8歳の昴紀）
- ハンター×ハンター Next episode scean2 KURAPIKA（クラピカ）
- まぶらほ ドラマティックドラゴン 2ndシーズン（式森和樹）
  - 1 第1章「運命の再開」
  - 4 第2章「恐怖の魔温泉」
  - 7 第3章「約束の魔法」

2003年
- めるぷり メルヘン☆プリンス（アラム〈子供〉）
- 氷の魔物の物語（ラプンツェル）
- .hack//黄昏の腕輪伝説 Character Song & Story （凰花）
- てるてる×少年（奥才蔵）
- 先生! サウンドストーリー （中島先生）
- ルボー・サウンドコレクション 絆-KIZUNA-4（橘るり子、樹華）

2004年
- 明日のナージャ『明後日のナージャ2』（クリーム）
- 天然パールピンク（rain：氷雨）
- インテグラ（榎本さおり）
- 紅色HERO（住吉桃子）
- 少年陰陽師 窮奇編（安倍昌浩）
  - 第1巻 〜異邦の影を探しだせ〜
  - 第2巻 〜闇の呪縛を打ち砕け〜
  - 第3巻〜鏡の檻をつき破れ〜
  - The Beans VOL.4 全員サービスドラマCD

- 花右京メイド隊 La Verite ドラマCD （花右京太郎）
  - もーにんぐ編
  - あふたぬーん編

- セイント・ビースト（カサンドラ）
  - 第7巻 CONVICTION〜浄罪〜
  - 第8巻 CORRECTION〜虜囚〜

- ティンクルセイバーNOVA SCRAMBLE★STAR（八草重遊）

2005年
- セイント・ビースト（カサンドラ）
  - 第9巻 CREATION〜結束〜
  - アナザードラマCD 第2巻〜love〜
  - 悠久の章〜楽園喪失〜 第1巻
  - 悠久の章〜楽園喪失〜 第2巻

- 少年陰陽師 風音編（安倍昌浩）
  - 第1巻 〜禍つ鎖を解き放て〜
  - 第2巻 〜六花に抱かれて眠れ〜
  - 第3巻 〜黄泉に誘う風を追え〜
  - 第4巻 〜焔の刃を研ぎ澄ませ〜

- ファンタジックチルドレン コックリ島のひととき〜ボラボラ様からの贈りもの〜（かあちゃん）
- フルーツバスケット（倉伎真知）
- ナデプロ!!（甲斐由直）
  - Vol.1
  - Vol.2

- やさしい竜の殺し方 2（アルキオーネ〈ハーピー〉）
- ゾンビ屋れい子（ローゼス・キルミスター）
- ファイブ Act-1（真人千和）
- パタリロ西遊記! 斉天大聖音劇大全（パタリロ）
- 君と僕。あきらとこーちゃん編&陽だまり幼稚園編（浅羽悠太）

2006年
- セイント・ビースト（カサンドラ）
  - 悠久の章〜楽園喪失〜 第3巻
  - 恩讐の章〜聖獣封印〜 第2巻
  - アナザードラマCD 第3巻〜more〜

- 君と僕。高校生編1（浅羽悠太）
- ファイブ Act-2（真人千和）
- ファイブ 全サ ドラマCDスペシャルバージョン（真人千和）
- ナデプロ!! Vol.3（甲斐由直）
- 少年陰陽師 『月刊Asuka』2006年5月号増刊『ビーンズエース』Vol.4特別付録（安倍昌浩）
- 少年陰陽師 番外編 〜うつつの夢に鎮めの歌を〜（安倍昌浩）
- 少年陰陽師 『ザ・ビーンズ』VOL.7 全員サービス ドラマCD（安倍昌浩）
- ティンクルセイバーNOVA 第2巻 初回特典 Drama CD「Piece of Star」（八草重遊）
- ナデプロ!! Vol.4（甲斐由直、咲坂こばと）
- ティンクルセイバーNOVA 昼下がりのウィスパー（八草重遊）
- 少年陰陽師 天狐編第1巻 〜真紅の空を翔けあがれ〜（安倍昌浩）
- 愛を歌うより俺に溺れろ!〜溺死寸前!? 湯けむり温泉親睦旅行〜（沖田愛）
- 君と僕。高校生編2（浅羽悠太）
- ファイブ Act-3（真人千和）
- いぬかみっ! 狂走曲そのにっ! 〜絶望との戦い〜（川平薫）
- 俺たちのステップ STEP-3 〜お願い…笑って、許して!〜（アベヒロミ）
- ナデプロ!! Vol.5（甲斐由直、咲坂こばと）

2007年
- 君と僕。3巻発売记念 オリジナルドラマCD（浅羽悠太）
- 灼熱の夜に抱かれて（イーサン、茅原佐織）
- セイント・ビースト 恩讐の章〜聖獣封印〜 第3巻（カサンドラ）
- 愛を歌うより俺に溺れろ!〜恋敵宣言!! 愛と欲望の文化祭〜（沖田愛）
- 閣下とマのつくラブ日記!?（フォルクローク・バドウィック）※咲坂こばと名義で出演
- CLASH! Strange Detectives Vol.1（古谷瞬）
- ナデプロ!! SPCD〜近況報告〜（甲斐由直、咲坂こばと）
- 少年陰陽師 PS2限定版特典（安倍昌浩）
- Ai Death GUN#3 瞳にうつすは蜜月の誘い〜（メロペ）
- 少年陰陽師 The Beans Vol.9全員サービス（安倍昌浩）
- CLASH! Strange Detectives Vol.2（古谷瞬）
- ファイブ Act-4（真人千和）
- オトダマ-音霊-（唯敷忍枝）
- Ai Death GUN#4 空に跳ねるアラルガンドの雨音〜（メロペ）
- 君と僕。パワード4作品合同 応募者全員サービス オリジナルドラマCD「ドラマCD POWERED」（浅羽悠太）
- ティンクルセイバーNOVA MAIDEN STAR（八草重遊）

2008年
- 妖玄坂不動さん 〜その瞳にうつるもの〜（坂上陽介）
- 胡鶴捕物帳 第壱巻（大島紬）
- Ai Death GUN#5 マリアージュは永遠の隣〜（メロペ）
- ナデプロ!! SPCD2〜続·近況報告〜（甲斐由直）
- 少年陰陽師 DVD全巻購入特典ドラマCD十二刻（安倍昌浩）
- 会長はメイド様!（兵藤葵）
  - 『LaLa』2008年5月号特别ドラマCD
  - 『LaLa』・『LaLaDX』2008年応募者全員サービス

- ポーの一族 vol.6 小鳥の巣 （マチアス）
- 愛俺!（沖田愛）
  - 〜男子校の姫と女子校の王子〜 男子寮潜入編
  - 〜友情のナースプレイ編

- セキレイ サウンドステージ01（焔/篝）
- Ai Death GUN#6 女神の口づけをオリオンに〜（メロペ）
- 少年陰陽師 The Beans VOL.11 スペシャルドラマCD　久方ぶりの再会（安倍昌浩）
- 異国色恋浪漫譚2 特典ドラマCD（近江薰）

2009年
- ヘタリア ドラマCD〜プロローグ2〜（中国）
- 今日からマ王! 聖砂国DX! 往路・復路（イェルシー）
- 少年陰陽師 天狐編（安倍昌浩）
  - 第2巻〜光の導を指し示せ〜
  - 第3巻〜冥夜の帳を切り開け〜

- 胡鶴捕物帳 第弐巻（大島紬）
- ヘタリア ドラマCD Vol.2（中国）

2010年
- 異国色恋浪漫譚 〜さすらい銀次の慕情編〜（近江薫）
- テイルズ オブ グレイセス ドラマCD Vol.1 -目覚める花は風と共に- （アスベル・ラント〈少年期〉）
- ドラマCD ヘタリア×羊でおやすみシリーズ Vol.4（中国）

2011年
- いとしの猫っ毛 （ヨーコさん＆ケンタ）

2012年
- エンリコ・イリソギ WAO!AMUSEMENT PARK
  - 第1弾「ようこそここへ!クック81編」（こども、奥さん）
  - 第2弾「戦隊モノはじめました編」（ピンク、魔女）
  - 第3弾「愛の激情編」（妻）
  - 第4弾「バンドやろうぜ!編」（ナレーター）

- 「スキップ・ビート!」BLACKドラマCD（ジェリー・ウッズ）※『花とゆめ』18号付録

2013年
- バカとテストと召喚獣（明久の母）※小説11巻特装版付属CD
- ライアー×ライアー（母）※コミックス4巻特装版付属CD

2014年
- Goes!ドラマCD 第1巻（黒音）

2015年
- ラクリモサ -七つの罪- Vol.7 色欲の章（クロエ）

2019年
- 異世界はスマートフォンとともに。（2019年 - 2022年、琥珀） - 小説第16・19・26巻ドラマCD付き特装版

2021年
- 電脳冒険記ウェブダイバー 20周年記念BD-BOX限定版付属ドラマCD「WEB騎士の帰還」（倉知ショウ）

#### ラジオ・朗読CD
- AZUのラジオ
  - 早起きのおじいちゃんのうた
  - 行ったことのない大阪のうた
  - 近所の動物のうた
  - 雨男のうた
  - 子供の頃になりたかったもののうた
  - 最近気になることのうた
  - おいなりさんのうた
  - アズラジ高等学校のうた
  - あぁ御堂筋線のうた
  - 赤ちゃんのうた
  - お誕生日のうた
  - じゃんけんのうた
  - 2007年1月はオエっ!
  - 2007年2月はヤバっ!
  - 2007年3月はアセっ!?
  - 2007年4月はサクっ!
  - 2007年5月はマタっ!
  - 2007年6月はアレっ!
  - 2007年7月はウミっ!
  - 2007年8月はキンっ!
  - 2007年9月はTKっ!
  - 2007年10月はテンっ!
  - 2007年11月はパニっ!
  - 2007年12月はオツッ!
- 少年陰陽師・彼方に放つ声をきけ〜略して孫ラジ 第1巻 - 第4巻
- セイント・ビースト DJCD Chat.3 〜ケダモノたちの井戸端会議〜
- 戦国武将物語 〜姫編〜（第二話「誾千代物語」）
- 高田広ゆきラヂヲシティホール
  - お見合い編
  - 蜜月編
  - お出かけ編
  - 紅葉山公園下から徒歩4分
  - 中野駅南口から徒歩8分
  - 2006高田村から
  - 2007高田村から
- DJCD WEBラジオ ヘタリラ
- DJCD ヘタリラ The Beautiful World Vol.1
- テニスの王子様 オン・ザ・レイディオシリーズ
  - マンスリー・スペシャル・ボックス 1、2
  - MONTHLY 2003 JUNE
  - MONTHLY 2004 JANUARY
  - MONTHLY 2004 MAY
  - MONTHLY 2005 MARCH
  - MONTHLY 2005 AUGUST
- ナタ☆とま〜PASH!でDASH!月曜まで60分〜
- ナタ☆とま2〜PASH!でDASH!月曜まで60分〜
- honeybee 羊でおやすみシリーズ Vol.17「おやすみのその前に」
- honeybee ヘタリア×羊でおやすみシリーズ Vol.4「兎の仕事は違っても同じ月の下でおやすみ」
- ミニDJCD 101人目のアリス「こちらモンドンヴィル放送室!!」（アリス）※『Wings』2009年7月号付録

### CM
- ジョンソン 「スクラビングバブル」（バブルくんの声）
- ジョンソン・エンド・ジョンソン 「ジョンソンボディケア」（ナレーション）
- バンダイ 「チキモンシリーズ」（ナレーション）
- DHC 「DHCプロティンダイエット」（ナレーション）
- ドクター・ショール 「ベルベットスムーズ 電動角質リムーバー」（ナレーション）
- ACジャパン 世界の子どもにワクチンを 日本委員会支援キャンペーン「名前も知らないアナタへ」- ナレーション（2005年）
- 日本コカ・コーラ「ハピネスクエスト」（あつこ50001）（2011年） コカ・コーラライフ「サーフィン」編（2015年）- ナレーション
- ハーゲンダッツキャラメル篇（ナレーション）
- National「JOBA」（ナレーション）
- 日東紅茶「フレバリーティー」スイング篇（ナレーション）
- セブンアンドワイ「オブジェ篇」- ナレーション（2008年）
- ファンケル　無添加スキンケア - ナレーション（2008年）
- マミー・ポコ 「みんなのおむつ篇」「お花見編」- ナレーション（2016年）

### 舞台
- ミュージカル HUNTER×HUNTER（クラピカ、ミセス・ユカイータ）
- ミュージカル HUNTER×HUNTER ザ・ナイトメア・オブ・ゾルディック（クラピカ）
- 福吉商店+トライフルエンターテインメントプロデュース「The Radio Show Must Go On〜バレルナキケン〜」（2012年1月17日-22日、中野ザ・ポケット）
- トライフルエンターテインメントプロデュース「The Radio Show Must Go On〜バレルナキケン〜再演+外伝公演!」（2012年8月28日-9月3日、中野ザ・ポケット）
- トライフルエンターテインメントプロデュース「The Fake Time Machine Story〜ウソヘノトビラ〜」（2013年6月26日-7月7日、中野ザ・ポケット）
- Go!プリンセスプリキュア ミュージカルショー プリンセスランドをすくえ!（ロック）
- Go!プリンセスプリキュア アクションステージ（ロック）
- 音楽朗読劇『Homunculus〜ホムンクルス〜』（エーレンフリート[67]）
- 舞台「ちょっと今から仕事やめてくる」（2023年）ヤマモトの母 役[68]

### 実写

#### テレビ
- 衛星アニメ劇場 Vol.05（ゲスト）
- サキよみ ジャンBANG!第124回「劇場版テニスの王子様」[69]

#### DVD
- テニスの王子様100曲マラソン
- テニプリフェスタ2009
- テニプリフェスタ2011 in 武道館
- テニプリフェスタ2013
- 少年陰陽師孫感謝祭
- ヘタリアまるかいて感謝祭
- World　Series　ヘタリア　まるかいて大感謝祭

#### WEB
- ニコニコ生放送「楽屋の神様〜君と一緒に@LOVEパンチ〜」第3回
- バンダイナムコライブTV「アニメびぃ〜と」第9回

### その他コンテンツ
- えいごでペララ♪（ジャムジャム[70]）

## ディスコグラフィ

### キャラクターソング
| 発売日   | 商品名                         | 歌                                       | 楽曲                 | 備考                                                                  |
| 2022年   | 2022年                         | 2022年                                   | 2022年               | 2022年                                                                |
| -------- | ------------------------------ | ---------------------------------------- | -------------------- | --------------------------------------------------------------------- |
| 12月21日 | ポプテピピック ALL TIME BEST 3 | ポプ子（皆川純子）、ピピ美（甲斐田ゆき） | 「Shining Shoulder」 | テレビアニメ『ポプテピピック TVアニメーション作品第二シリーズ』挿入歌 |

- サゥザンド・ナイツ/シンと静かな夜に（AZU）
- Island AZU 〜feeling A to Z〜
  - はじまりの予感（AZU）
  - こばと☆80パーセント〜夢まくらに立つゾ!!（咲坂こばと〈ナデプロ!!〉）
- Go!プリンセスプリキュア ボーカルアルバム2 〜For My Dream〜
  - Perfect Black（クローズ、シャット、ロック）
- Go!プリンセスプリキュア ボーカルベスト
  - レッスンスタート!! （ミス・シャムール、クロロ）
- コレクターユイ
  - クジラの歌（春日結、フィーネ）
- いぬかみっ! 狂走曲そのにっ! 〜絶望との戦い〜（川平薫）
  - Sweet Home 〜for my family（川平薫、なでしこ）
- ジュエルペット はっぴぃ♪ミュージック（ペリドット）
  - ストロベリータイム -album version-（ペリドット、ルナ、ミルキィ）
- 少年陰陽師 シリーズ（安倍昌浩）
  - 風雅に響く詩を聴け 春、秋
  - 花鳥風月 〜白夜〜、〜残月〜
- テニスの王子様 シリーズ
  - 瞳を閉じて心のまま僕は君を想う（不二周助）
  - Right by your side（不二周助）
  - Billy's Target（不二周助）
  - eyes 〔アルバム〕（不二周助）
  - BREATH 〔ミニアルバム〕（不二周助）
  - Don't Look Back/FREEDOM（青酢）
  - WHITE LINE/Happy×2☆Day!!（青酢）
  - Birthday〜歩き始めた日〜（青酢）
  - 抱えたキセキ（青酢）
  - DEPARTURES（青酢+キャップと瓶）
  - Gather（青と瓶と缶）
  - 恋の激ダサ絶頂（エクスタシー）!（by断ち切り隊）
  - アオゾラSTAGE（by断ち切り隊）
  - ここで僕らは出会ってしまった（不二周助&手塚国光）
  - 一富士、二タカ、三茄子（茄子〈不二周助&河村隆〉）
  - BIG WAVE 〔アルバム〕（不二周助）
  - 星屑ShowTime（茄子〈不二周助&河村隆〉）
  - Dream on dreamer（茄子〈不二周助&河村隆〉 featuring 亜久津仁）
  - さよなら春の日（茄子）
  - Serendipity 〔アルバム〕（不二周助）
  - Dear My Songs〔ミニアルバム〕（不二周助）
  - テニプリソング1/800曲! -松(Show)-（不二周助＆手塚国光）
  - テニプリソング1/800曲! -竹(Tick)-（by断ち切り隊）
- Dr.リンにきいてみて! ハッピー歌コレクション （シンシア）
  - Po Po Potion（天津、七尾、シンシア、タコヤキ）
- ナデプロ!! キャラソン!? シリーズ 〜南雲&甲斐&人見編〜（甲斐由直）
  - 幸せな声（甲斐由直）
  - DREAM GENERATION!（甲斐由直、南雲）
- HUNTER×HUNTER シリーズ
  - 祈り（クラピカ）
  - 月虹〜ムーン・ボー〜（クラピカ）
  - TOBIRA（レオリオ&クラピカ）
  - ハンター音頭（ゴン、キルア、レオリオ、クラピカ 他）
- ヘタリア シリーズ
  - ヘタリア キャラクターCD Vol.8 中国
    - 你好★中国（中国）
    - あいやぁ四千年。（中国）
    - アジアと西洋お祭り（中国、台湾） ※ミニドラマ

  - WA!輪!!ワールド音頭（ワールド8）
  - アニメ ヘタリア World Series サウンドワールド
    - We Wish You a Merry Christmas（連合が歌うよ♪バージョン）（連合）

  - PSP 学園ヘタリア Portable OP/ED マキシシングル 
    - ゆないてっどねーしょんずすたー☆（連合）

  - ヘタリア DIGITAL SINGLE THE BEST ぷらす α
    - ぽいぽいぽい♪（台湾）

  - アニメ ヘタリア Axis Powers まるかいてベスト
    - まるかいて地球（中国）

  - アニメ ヘタリア World Series はたふってベスト
    - はたふってパレード（中国）

  - ヘタリア キャラクターCD II Vol.8 中国
    - 美食の心 初級編（中国）
    - 峨嵋山に浮かぶ月（中国）

  - アニメ ヘタリア The Beautiful World まわる地球ベスト
    - まわる地球ロンド（中国）

  - アニメ ヘタリア The World Twinkle キャラクターCD Vol.8 中国 香港
    - こまけーことは 不在意☆（中国）

  - アニメ ヘタリア The World Twinkle ヘタリアン☆ベスト
    - ヘタリアン☆ジェット（中国）

### シリーズ一覧
1. ↑  第1作（2001年 - 2005年）、第2作『新テニスの王子様』（2012年）、第3作『新テニスの王子様 U-17 WORLD CUP』（2022年）、第3作続編『新テニスの王子様 U-17 WORLD CUP SEMIFINAL』（2024年）
2. ↑  第1期（2001年）、第2期『La Verite』（2004年）
3. ↑  『流星のロックマン』（2007年）、続編『流星のロックマン トライブ』（2008年）
4. ↑  第1期『流浪の戦士』（2009年）、第2期『玉座を継ぐ者』（2009年）
5. ↑  第1シリーズ（2009年 - 2010年）、第2シリーズ『てぃんくる☆』（2010年 - 2011年）、第3シリーズ『サンシャイン』（2011年 - 2012年）、第4シリーズ『きら☆デコッ！』（2012年 - 2013年）、第5シリーズ『ハッピネス』（2013年）、第6シリーズ『レディ ジュエルペット』（2014年）、第7シリーズ『マジカルチェンジ』（2015年）
6. ↑  第1期（2010年）、第2期『増量中！』（2011年）
7. ↑  第1期（2012年）、第2期『eS』（2013年）
8. ↑  第2期『セカンドシーズン』（2014年）、第4期『Next Summit』（2022年）
9. ↑  第3期『銀魂ﾟ』（2016年）、第4期『銀魂.』（2017年）
10. ↑  第1期（2017年）、第2期『2』（2023年）
11. ↑  第1期『【黎明前奏/PRELUDE TO DAWN】』（2022年）、第2期『【冬隠帰路/PERISH IN FROST】』（2023年）、第3期『【焔燼曙明/RISE FROM EMBER】』（2025年）
12. ↑  『ストライカーズ』『2012エクストリーム』（2011年）、『GO 2013』（2012年）